# العلاقات السلوفاكية الليبيرية
العلاقات السلوفاكية الليبيرية هي العلاقات الثنائية التي تجمع بين سلوفاكيا وليبيريا.

## مقارنة بين البلدين
هذه مقارنة عامة ومرجعية للدولتين:
| وجه المقارنة                                              | سلوفاكيا                                                       | ليبيريا      |
| --------------------------------------------------------- | -------------------------------------------------------------- | ------------ |
| المساحة (كم2)                                             | 49.03 ألف                                                      | 111.37 ألف   |
| عدد السكان (نسمة)                                         | 5.44 مليون                                                     | 4.73 مليون   |
| الكثافة السكانية (ن./كم²)                                 | 110.95                                                         | 42.47        |
| العاصمة                                                   | براتيسلافا                                                     | مونروفيا     |
| اللغة الرسمية                                             | اللغة السلوفاكية                                               | لغة إنجليزية |
| العملة                                                    | كرونة سلوفاكية، يورو                                           | دولار ليبيري |
| الناتج المحلي الإجمالي (بليون دولار)                      | 95.77 مليار                                                    | 2.16 مليار   |
| الناتج المحلي الإجمالي (تعادل القوة الشرائية) بليون دولار | 162.34 مليار                                                   | 3.76 مليار   |
| الناتج المحلي الإجمالي الاسمي للفرد دولار أمريكي          | 16.09 ألف                                                      | 455          |
| الناتج المحلي الإجمالي للفرد دولار أمريكي                 | 30.46 ألف                                                      | 842          |
| مؤشر التنمية البشرية                                      | 0.844                                                          | 0.430        |
| رمز المكالمات الدولي                                      | +421                                                           | +231         |
| رمز الإنترنت                                              | .sk                                                            | .lr          |
| المنطقة الزمنية                                           | توقيت وسط أوروبا، ت ع م+01:00، ت ع م+02:00، أوروبا/براتيسلافا ‏ | 00           |

## منظمات دولية مشتركة
يشترك البلدان في عضوية مجموعة من المنظمات الدولية، منها:
| علم المنظمة | اسم المنظمة                               | تاريخ انضمام سلوفاكيا | تاريخ انضمام ليبيريا |
| ----------- | ----------------------------------------- | --------------------- | -------------------- |
|             | مؤسسة التنمية الدولية                     | 1993                  | 28 مارس 1962         |
|             | مؤسسة التمويل الدولية                     | 1993                  | 28 مارس 1962         |
|             | منظمة حظر الأسلحة الكيميائية              | ?                     | ?                    |
|             | الأمم المتحدة                             | 19 يناير 1993         | 2 نوفمبر 1945        |
|             | الاتحاد الدولي للاتصالات                  | 23 فبراير 1993        | 10 أكتوبر 1927       |
|             | منظمة الشرطة الجنائية الدولية             | ?                     | ?                    |
|             | البنك الدولي للإنشاء والتعمير             | 1993                  | 28 مارس 1962         |
|             | الاتحاد البريدي العالمي                   | ?                     | ?                    |
|             | المركز الدولي لتسوية المنازعات الاستشارية | 26 يونيو 1994         | 16 يوليو 1970        |
|             | وكالة ضمان الاستثمار متعدد الأطراف        | 1993                  | 12 أبريل 2007        |
|             | يونسكو                                    | 9 فبراير 1993         | 6 مارس 1947          |

## وصلات خارجية
- موقع وزارة الخارجية السلوفاكية
- موقع وزارة الخارجية الليبيرية